# Pyractomena limbicollis
Pyractomena limbicollis är en skalbaggsart som beskrevs av Green 1957. Pyractomena limbicollis ingår i släktet Pyractomena och familjen lysmaskar. Inga underarter finns listade i Catalogue of Life.